# Домингес, Александер
Алекса́ндер Доми́нгес Карабали́ (исп. Alexander Domínguez Carabalí; род. 5 июня 1987 в Тачине, провинция Эсмеральдас) — эквадорский футболист, вратарь клуба ЛДУ Кито и сборной Эквадора.

## Биография
Высокий темнокожий Александер Домингес — воспитанник футбольной академии клуба ЛДУ Кито. Дебютировал в профессиональном футболе в 2006 году, когда провёл за основу «Лиги» единственный матч. В то время он был основным вратарём команды до 19 лет. В следующем сезоне он перешёл в команду для 20-летних игроков, а в Серии A Эквадора сыграл уже в 19 встречах.
В 2008 году Домингес был в тени пришедшего в команду Хосе Франсиско Севальоса и другого опытного голкипера — Даниэля Витери. Домингес не попал в заявку ЛДУ в ставший триумфальным для эквадорцев Кубок Либертадорес 2008. В чемпионате страны Александер провёл 14 встреч.
В 2009 году Домингес стал твёрдым игроком основы ЛДУ, хотя в начале сезона Хорхе Фоссати ещё продолжал доверять место Севальосу. В середине года Домингес сыграл в одном матче Рекопы, а в победном розыгрыше Южноамериканского кубка отыграл все 10 встреч ЛДУ. Долгое время оставался является основным вратарём клуба. В 2016 году перешёл в мексиканский «Монтеррей».
С 2009 года вызывается в национальную сборную. Дебютировал в товарищеском матче против сборной Колумбии (0:2) 26 марта 2011 года. Александер принял участие в Кубке Америки 2011 в качестве запасного вратаря. В 2015 и 2016 годах участвовал в Кубках Америки уже в качестве основного вратаря своей сборной.

## Титулы
- Чемпион Эквадора (2): 2007, 2010
- Обладатель Южноамериканского кубка (1): 2009
- Обладатель Рекопы (1): 2009